# Раф Смекенс
Раф Сме́кенс (нід. Raf Smekens; нар. 29 січня 2004) — бельгійський футболіст, півзахисник клубу «Вестерло».

## Клубна кар'єра

### «Генк»
Вихованець клубу «Генк», до академії якого приєднався 2010 року. 10 липня 2019 року підписав з клубом свій перший професіональний контракт. 28 липня 2021 року підписав новий контракт з «Генком», що розрахований до середини 2024 року. 9 грудня 2022 року дебютував за резервну команду в матчі Челленджер Про-ліги проти Клуб НКСТ.

### «Вестерло»
7 січня 2023 року на правах вільного агента приєднався до академії «Вестерло». Сезон 2024–25 провів у складі резервної команди в чемпіонаті Національного дивізіону 2.
20 квітня 2024 року дебютував в основному складі «Вестерло» в матчі Про-ліги за участь в єврокубках проти льєзького «Стандарда», вийшовши на заміну Хосімару Алькосеру.

## Кар'єра в збірній
Виступав за збірні Бельгії до 15, до 16 і до 18 років.

## Статистика виступів
Станом на 24 травня 2025
| Клуб              | Сезон             | Чемпіонат               | Чемпіонат | Чемпіонат | Кубок | Кубок | Єврокубки | Єврокубки | Інші  | Інші | Всього | Всього |
| Клуб              | Сезон             | Дивізіон                | Матчі     | Голи      | Матчі | Голи  | Матчі     | Голи      | Матчі | Голи | Матчі  | Голи   |
| ----------------- | ----------------- | ----------------------- | --------- | --------- | ----- | ----- | --------- | --------- | ----- | ---- | ------ | ------ |
| Йонг Генк         | 2022–23           | Челледжер Про-ліга      | 1         | 0         | —     | —     | —         | —         | —     | —    | 1      | 0      |
| Йонг Вестел       | 2024–25           | Національний дивізіон 2 | 25        | 9         | —     | —     | —         | —         | —     | —    | 25     | 9      |
| Вестерло          | 2023–24           | Про-ліга                | 2         | 0         | 0     | 0     | —         | —         | —     | —    | 2      | 0      |
| Вестерло          | 2024–25           | Про-ліга                | 2         | 0         | 0     | 0     | —         | —         | —     | —    | 2      | 0      |
| Вестерло          | Всього            | Всього                  | 4         | 0         | 0     | 0     | 0         | 0         | 0     | 0    | 4      | 0      |
| Всього за кар'єру | Всього за кар'єру | Всього за кар'єру       | 30        | 9         | 0     | 0     | 0         | 0         | 0     | 0    | 30     | 9      |